# Gare de Zahana
La gare de Zahana est une gare ferroviaire algérienne située sur le territoire de la commune de Zahana, dans la wilaya de Mascara.

## Situation ferroviaire
Établie à une altitude de 200,630 m, la gare est située au point kilométrique (PK) 5,600 de la ligne de Oued Tlelat à Béchar, où elle est précédée de la gare de Oued Tlelat et suivie de celle de Djeniene Meskine. 
| \| Zahana Oggaz Mohammadia O. Tlelat Djeniene · Meskine Mascara \| Localisation de la gare de Zahana dans la wilaya de Mascara. |
| Zahana Oggaz Mohammadia O. Tlelat Djeniene · Meskine Mascara                                                                    |

## Histoire
Lors de la colonisation, la gare portait le nom de gare de Saint-Lucien.
La gare est mise en service en 1877 lors de l'ouverture de la section de Sainte-Barbe-du-Tlélat à Sidi Bel Abbès de la ligne de Sainte-Barbe-du-Tlélat à Oujda,.

## Service des voyageurs

### Dessertes
La gare de Zahana est desservie par les trains régionaux des liaisons :
- Oran - Sidi Bel Abbès[4] ;
- Oran - Tlemcen[5].